# Ширван (еялет)
Еялет або бейлербейство Ширван або Шемаханський еялет — адміністративно-територіальна одиниця Османської імперії. Існував у 1578—1605 роках. Утворився внаслідок османських завоювань під час війни з Персією.

## Історія

### Бейлербейство
Населення та знать Ширвану тривалий час були опозиційно налаштовані до династії Сефевідів, що правила в Персії. При цьому ширванці в більшості сповідували сунізм, вважаючи османського султана халіфа та своїм релігійним провідником. Під час тривалої османо-перської війни 1514—1555 років на чолі із султаном Сулейманом I у 1536 році було захоплено більшу частину Ширвана, а 1538 року утворено бейлербейство. Втім, за результатами війни 1555 року Ширван було повернуто Персії. А згодом шемаханські хани час від часу визнавали владу османської імперії, за що їх нагороджували посадою бейлербея. Проте це було суто номінально, оскільки влада перських шахів тут була досить міцною.

### Еялет
У 1578 році почалася війна Османської імперії проти Персії. Того ж року османські війська зайняли Ширван, де було утворено бейлербейство. Першим очільником став Кайтас-паша, якого незабаром замінив Оздеміроглу Османа-пашу. Первинно, за сприяння татар, він зміг придушити опір місцевого населення й сефевідських військ, але комунікації, що зв'язували його з османськими військами у Тіфлісі, виявились перерізаними. Контрнаступ Сефевідів, здобуття ними Ареша, розгром татар та визволення Шемахи, змусили його піти зі столиці провінції та зимувати в Дербенті.
У 1582 році було на деякий час відвойовано північ Ширвану з містом Шемаха (тому часто його називають еялетом Шемаха). У 1584 році влада поширилася на весь Північний Азербайджан, а 1585 року підкорено Південний Азербайджан з Тебрізом. Відповідно до Стамбульської угоди 1590 року бейлербейство Ширван залишилося у складі Османської імперії.
В результаті Ширван разом з Єреванським та Тіфліським еялетами (отримали свій статус 1590 року) перетворився на основу османського панування на Кавказі. Втім, намагання обмежити традиційні права знаті та населення, нові податки поступово викликали невдоволення.
На початку нової війни з Персією у 1603—1604 роках османські війська зазнали поразки й втратили Ширван. В результаті цей еялет фактично припинив своє існування. Це становище закріплено Серавським миром 1618 року.

## Структура
Складався з 11 санджаків: Шемаха, Баку, Куба, Шекі, Дербент, Араш, Габала, Агдаш, Зардаб, Сальян, Саадру. Наприкінці з Дербентського санджаку утворено Дагестанське бейлербейство.

### Очільники
- Бадр-хан Устаджли (1538—1541)
- Газі-хан Текелі (1538—1543)
- Бадр-хан Устаджли (1538—1541)
- Шахверди Султан (1547—1549)
- Абдулла-хан Устаджли, (1549—1555)
- перське панування
- Кайтас-паша (1578)
- Оздеміроглу Осман-паша (1578—1581)
- Піяле-паша (1581)
- Махмуд-паша (1582—1583)
- Гасан-паша (1583—1599)
- Бакібайоглу Осман-паша (1599—1603)
- Ахмед-паша (1603-1605)

## Економіка
Основу становило сільське господарство. В значній кількості вирощували рис, бобові, овочі, фрукти. Втім, з них найбільше значення мало вирощування шовку-сирцю, який поступав до майстерень Анкари, Кастамону, Адани, Трабзону, Бруси, Дамаску і Алеппо. Ширван обіймав провідне становище з постачання цього шовку-сирцю. Було розвинено також торгівлю з Персію та Середньою Азією. Значний зиск давало рибальство, особливо осетрових риб, доправка кав'яру.